# Silent Hill: Homecoming
Silent Hill: Homecoming es un videojuego de terror y supervivencia desarrollado por Double Helix Games y publicado por Konami. La sexta entrega de la serie Silent Hill, Homecoming, sigue el viaje de Alex Shepherd, un soldado que regresa de la guerra, a su pueblo natal, Shepherd's Glen, donde encuentra el pueblo sumido en el caos y a su hermano menor desaparecido. Mientras continúa su búsqueda, descubre más sobre la Orden, la historia del pueblo y su propio pasado.
El juego se lanzó el 30 de septiembre de 2008 en América del Norte para PlayStation 3 y Xbox 360, y la versión de Windows se lanzó en América del Norte el 6 de noviembre de 2008, exclusivamente a través del servicio de entrega de contenido digital Steam de Valve. Se lanzaron versiones simultáneamente en Europa, incluida una versión comercial para Windows, el 27 de febrero de 2009. El lanzamiento japonés fue cancelado. El 25 de julio de 2018, el juego junto con Silent Hill HD Collection se volvió retrocompatible en Xbox One.

## Sistema de juego
El jugador asume el papel del protagonista, Alex Shepherd, un soldado de las Fuerzas Especiales que vuelve a su casa luego prestar servicio militar en el extranjero, y descubre que su padre y su hermano están desaparecidos, y que su madre se encuentra en estado de catatonia. Alex empieza a buscar a su hermano, y eso lo lleva a Silent Hill, luego de haber buscado en su pueblo, Shepherd's Glen. En general, la jugabilidad es similar a la de las demás entregas de la serie. El jugador, como Alex, explora diversos ambientes y lugares en busca de pistas para avanzar en la trama. Entre estas están las fotografías, los dibujos y otros objetos que son colocados dentro del diario de Alex. Para ayudar al jugador, Alex gira su cabeza hacia objetos y pistas para informar que estos pueden ser recogidos; entre otros objetos recurrentes, están las armas, municiones, y bebidas saludables, que emiten un resplandor como una señal visual para el jugador. Los puzles también desempeñan su papel en el juego, y el diario de Alex se puede utilizar para hacer referencia a las fotografías y a otros elementos que pueden ayudar al jugador a descifrar los rompecabezas. Además, por primera vez en la serie, el jugador puede seleccionar respuestas al participar en el diálogo con otros personajes, que su vez puede afectar la manera en que la trama se desarrolla.
Además de la exploración, el combate es otro elemento importante para el juego, y el jugador debe luchar contra los distintos monstruos que aparecen. En contraste con los protagonistas de los juegos anteriores, en Homecoming Alex tiene en cuenta la experiencia de ser soldado. El jugador es capaz de realizar fuertes ataques, o combinar ataques para realizar uno más fuerte, y puede también realizar movimientos finales para asegurarse de que los monstruos están muertos. Atacar a los enemigos también deja heridas en ellos que coinciden con el golpe realizado por Alex. En cuanto al control sobre el personaje, el jugador también puede llevar a cabo maniobras tales como focalizar al enemigo antes de atacarlos, esquivar ataques, y realizar contraataques. Además de las armas cuerpo a cuerpo, las pistolas, rifles y escopetas están disponibles como armas de fuego, las cuales se puede actualizar a versiones más fuertes más tarde en el juego. Además de los cambios en el combate, y a diferencia de las entregas anteriores de la serie, el jugador es capaz también de controlar plenamente y rotar la cámara lo que quiera, un analógico controla el movimiento del jugador, y el otro controla la cámara y también, a diferencia de las anteriores entregas, siempre se controla a Alex de espalda, haciendo más efectivo los combates.

## Argumento

### Sinopsis
Todo comienza con una pesadilla, como es común en los juegos de Silent Hill, en donde Alex Shepherd se encuentra con su hermano menor Joshua, y criaturas que a menudo descubre en sus sueños estando en un hospital psiquiátrico.
Al despertar, resulta estar encaminado en un viaje hacia Shepherd´s Glen, el lugar en el que nació y creció durante su infancia. Al llegar se da cuenta de que el lugar ha cambiado y está lleno de niebla. También se topa por la jueza Holloway, al parecer una vieja vecina suya. Alex se encamina a su casa, donde al parecer no hay nadie, pero encuentra una vieja linterna, entonces recuerda que él se la regaló a su hermano Joshua cuando eran niños. Después también encuentra a su madre en estado catatónico, quien aparece misteriosamente en la sala de la entrada a la casa. Ella le da un revólver roto a Alex, y es entonces cuando este escucha un ruido en el sótano y se dirige a investigar. Después de toparse con un Lurker y matarlo, Alex continúa y, después de varios sucesos, encuentra el cuarto donde su padre tenía sus cosas y no lo dejaba entrar cuando era niño. También se topa con otros monstruos en el cementerio, el cual está conectado de alguna forma con el patio trasero de su casa. Luego encuentra a su vieja amiga Elle, hija de la jueza Holloway quien, junto a la familia de Alex y otras dos familias de igual relevancia, son los descendientes de los fundadores originales de Sheperd's Glen. De hecho el nombre del pueblo fue puesto en honor al antepasado de Alex. Posteriormente, Elle le da a Alex una radio que emite estática cuando hay monstruos cerca. Alex llega a la chatarrería de Curtis, donde cambia su arma rota por una pistola. Luego de toparse con más criaturas regresa al cementerio, donde recoge un reloj de un cuerpo en una tumba dentro del mausoleo de la familia Bartlett. Alex termina desmayándose y despierta en Silent Hill.
Alex sigue a Joshua hacia un hotel en ruinas y comienza a recorrer los pasillos, hasta que inesperadamente viaja al otro mundo. Adentro, Alex se encuentra cara a cara con el alcalde de Shepherd's Glen, Sam Bartlett, y comienza a interrogarlo por el paradero de Joshua y del hijo de Sam, Joey, quien desapareció sospechosamente; luego le entrega el reloj que encontró en el cementerio. El alcalde, furioso, evita las preguntas de Alex y arroja el reloj en el suelo e inesperadamente, el árbol de la habitación donde se encontraban comienza a tomar forma. El árbol entonces se muestra transformado en un demonio infernal llamado Sepulcher, quien aplasta a Sam matándolo; luego termina viéndose las caras con Alex, pero este se las arregla para matarlo y después se desmaya cayendo en un agujero que cayó Sepulcher.
Al despertar, Alex está en la prisión de Shepperd's Glen. El oficial Wheeler le cree lo ocurrido a Alex y lo libera, luego se topan con Schims, Wheeler es atrapado por un Siam y Alex encuentra de nuevo sus cosas en una sala de interrogación. Luego escapa de la prisión, se topa con un Siam que ataca a Elle afuera, Alex mata al Siam, pero vienen más Schims, así que Alex y Elle escapan por una alcantarilla.
Elle se pierde dentro raptada, Alex escapa y va al consultorio del Dr. Fitch a verse con Wheeler, Alex halla otro objeto, una muñeca que perteneciera a Scarlet, la hija del doctor Fitch quien también desapareciera y se desmaya. Despierta en el otro mundo, así que busca al Dr. Fitch, una vez que lo encuentra le da la muñeca, Scarlet vive dentro de ella y sale convertida en un demonio, mata a su padre y luego Alex la mata.
Alex despierta en el consultorio médico, luego va al ayuntamiento donde coloca una llave que encuentra en una señal de la orden, abre un pasadizo que lo lleva a un sótano donde halla una daga ceremonial para abrir puertas. Alex vuelve a su casa por el patio trasero desde la conexión al cementerio en las tumbas de los fundadores.
Alex encuentra dentro del cuarto de su padre otra llave, con ella abre la puerta al sótano de arriba, ahí halla un mapa de Silent Hill, entonces va con su mamá a hablar de eso, pero es raptada por miembros de la orden, Alex escapa del otro mundo, encuentra a Elle, luego se reúnen con Wheeler para viajar a Silent Hill en barco.
Casi llegando los secuestran a Elle y Wheeler miembros de la orden, Alex despierta en la playa y se dirige hacia la prisión, pero la entrada está electrificada, así que va a la estación eléctrica a cortar la energía, regresa y entra.
Dentro encuentra a Wheeler y siguen avanzando juntos ayudándose mutuamente, hasta que Alex se separa de Wheeler, luego halla a su madre crucificada en una especie de trituradora de huesos, Alex puede elegir si matar a su madre o no hacerlo (esto trae consecuencias al final del juego), luego Alex halla a Wheeler, juntos encuentran a la jueza Holloway y la salvan, aparece Nora, la hija de la jueza Holloway convertida en un demonio Asphyxia, quien secuestra a Wheeler, Alex la mata y encuentra a Joshua, lo sigue hasta una especie de iglesia donde por medio de un confesionario Alex encuentra a su padre, quien lo confunde con un confesor y ahí Alex puede elegir perdonarlo o no (esto trae consecuencias al final del juego), Alex se halla cara a cara con su padre quien le devela que en realidad él fue quien mató a Joshua, por eso huye de él siempre, que estaba loco y lo enviaron a un hospital psiquiátrico lejos para protegerlo después de que se hubiera roto el trato con la orden, ya que él debía morir en lugar de Josh, por eso pasó lo que pasó con el pueblo, un Piramyd Head mata al padre de Alex y se va.
Alex continua disfrazado de miembro de la orden hasta que Curtis lo secuestra y lo lleva con la jueza Holloway, luego ella trata de matar a Alex con un taladro, pero él se libera y mata a la jueza con el mismo, luego rescata a Elle de Curtis y más adelante puede elegir si darle o no a Wheeler uno de sus botiquines para salvarlo (esto trae consecuencias al final del juego).
Alex le ordena a Elle que escape, luego continua hacia donde tiene un flashback de lo ocurrido con su hermano Joshua, luego éste aparece convertido en un demonio, el Amnion, Alex lo mata y de su capullo de la parte de abajo aparece el cadáver de Joshua, Alex lo lamenta y le regresa su linterna.
Según las decisiones tomadas, el final del juego variará.

#### Finales
La decisión de matar a Lillian o no, perdonar o no a Adam y salvar o no a Wheeler afectan en gran medida el final resultante del juego. Al ser varios finales y al no haber una respuesta concreta, dejan al jugador con la interrogante del destino final de Alex. Hay cinco diferentes finales y un final adicional el cual se desbloquea ya sea finalizando el juego en difícil o bien, recolectando las once fotografías que hay dispersadas en todo el juego.
Hay cinco finales diferentes, cuatro de ellos son finales serios, uno de ellos es el final humorístico clásico de la franquicia (final UFO u OVNI) y uno adicional que se activa luego de hacer ciertos requisitos:
- Final:¡Sonríe!: (Se activa perdonando a Adam, matando a Lillian y salvando a Wheeler). En este final, Alex mata a Amnion y le pide disculpas a Josh antes de irse. Luego Alex y Elle escapan por una alcantarilla del pueblo de Silent Hill. Elle le pregunta a Alex qué fue lo que vio abajo, a lo que Alex contesta: "Lo que necesitaba".

- Final: En el agua: (Se activa perdonando a Adam, no matando a Lillian y salvando o no a Wheeler). Alex despierta dentro de una bañera llena de agua con su padre al lado quien dice que Alex podrá continuar con el legado de su familia luego de su muerte. A pesar de sus ruegos, Adam toma por el cuello a Alex y lo ahoga dentro de la bañera matándolo.

- Final: Sentencia: (Se activa no perdonando a Adam, no matando a Lillian y no salvando a Wheeler). Alex se despierta para encontrarse a sí mismo atado a una silla. Dos Bogeyman salen de la oscuridad, sujetando dos mitades del mismo tipo de casco que ellos llevan puestos. Se paran sobre Alex y le colocan las dos mitades del casco en la cabeza, transformándolo en uno de ellos. Esto podría simbolizar las "malas" decisiones tomadas por Alex a través del juego, demostrando que él tiene potencial para ser un castigador apático, como Pyramid Head.

- Final: Cuidados Intensivos: (Se activa perdonando a Adam, dejar morir torturada a Lillian y salvando a Wheeler). Alex despierta en el hospital mental, atado sobre una mesa. Un hombre que está de pie sobre él, que suena sospechosamente como Wheeler, le dice que tiene que tomar responsabilidad por sus acciones y aceptar el presente (el que está detrás de él se parece sospechosamente a su padre). Entonces se le administra una descarga eléctrica. Esto revela que a lo largo del juego, el paciente en la habitación 206 fue, de hecho, Alex.

- Final: ¡No se permiten Perros!: (Se activa salvando a Wheeler y no perdonando a Adam y dejando morir a Lillian torturada). El contenido es el mismo del final ¡Sonríe!, excepto que al final aparece un OVNI el cual se lleva a Alex y a Elle. Cuando la pareja está flotando, Wheeler aparece diciendo, Así que ahí es donde se los llevaban a todos. ¡Lo sabía!. Este es el final OVNI humorístico y clásico de toda la serie. Con la diferencia de que los gráficos no se tornan en 2D o en plan de dibujos animados como en los demás juegos de la misma. El título de este final podría ser una referencia a Mira, un perro que apareció en el final humorístico "Perro" de Silent Hill 2, en el final OVNI de Silent Hill: Origins y posteriormente en el final OVNI de Silent Hill: Shattered Memories.

- Escena extra: Se desbloquea una vez hayamos recolectado las once fotografías que están dispersas en todo el juego o terminando el juego en dificultad difícil. Tras la secuencia de créditos, pasamos a una escena con vista de primera persona donde Alex entra a su casa. Al entrar, Alex ve huellas mojadas de alguien por las escaleras. Él sigue a estas hasta el dormitorio de él y de su hermano. En el interior, se encuentra con un Josh empapado de pies a cabeza sentado en su cama con una cámara con la cual toma una foto de Alex y se ríe. La imagen que surge de la cámara es la de Alex, la cual se encontró antes en el juego.

## Recepción y crítica
En su primera semana, el videojuego debutó en el puesto número 5 en los Charts USA vendiendo más de 100 000 unidades; actualmente ya se han vendido más de 530 000 unidades en toda Norteamérica. Obtuvo una nominación a los Till Game Awards en la posición de Mejor shooter. El juego fue, en términos generales, bien recibido, con buena crítica de los gráficos, sonido y ambiente, pero con varias críticas desfavorables en la trama del juego, escenarios, jugabilidad y elementos de terror característicos de la serie. El videojuego no fue distribuido en Japón y Konami no dio razones  claras.